# Бо Грівз
Бо Грівз (англ. Beau Greaves, нар. 9 січня 2004, Донкастер, Англія) — англійська професійна дартсменка, яка зараз грає у змаганнях WDF і PDC. Чемпіонка світу WDF 2022 року серед жінок. Вона також перемагала на змаганнях за Кубок Європи WDF (2022).

## Кар'єра
Весною 2022 року Грівз стала чемпіонкою світа WDF серед жінок. Восени того ж року вона брала участь у замаганнях за Кубок Європи WDF, і тричі перемогла — у турнірі жінок, у парному турнірі разом із Детой Хедман, і у жіночому командному турнірі у складі збірної Англії.
У 2023 році вперше взяла участь у чемпіонаті світу PDC, але програла в першому колі ірландському дартсмену Вільяму О'Коннор з рахунком 0:3.